# قرين صالح (لودر)

تعديل مصدري - تعديل

قرين صالح هي إحدى قرى عزلة زارة بمديرية لودر التابعة لمحافظة أبين، بلغ تعداد سكانها 251 نسمة حسب تعداد اليمن لعام 2004.